# Ryūnosuke Noda
Ryūnosuke Noda (jap. 野田 隆之介 Noda Ryūnosuke; ur. 28 września 1988) – japoński piłkarz występujący na pozycji napastnika. Obecnie występuje w Shonan Bellmare.

## Kariera klubowa
Od 2010 roku występował w klubach Sagan Tosu, Nagoya Grampus i Shonan Bellmare.